# Wladimir Wladimirowitsch Schtscherbatschow

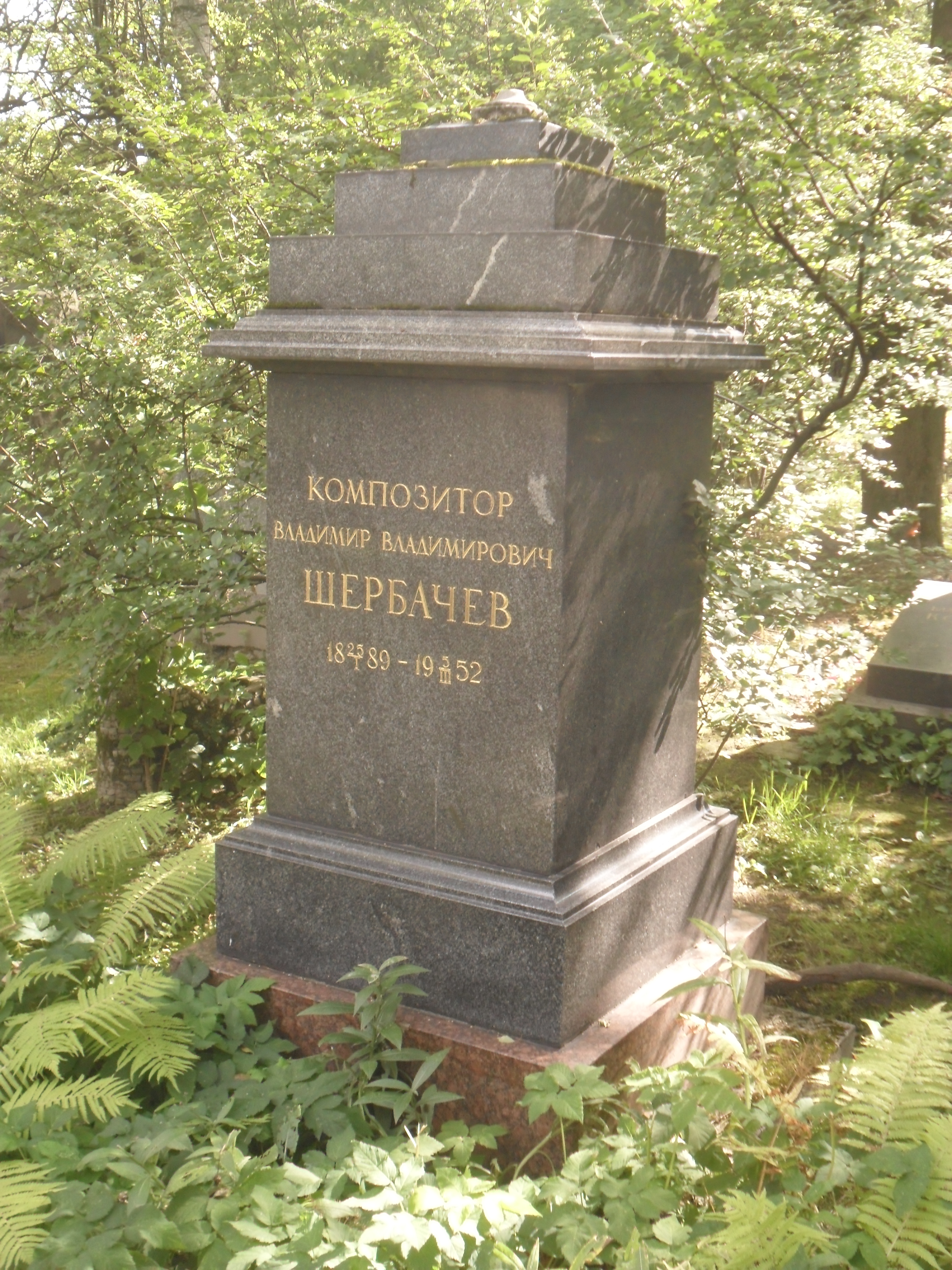
Grab von Wladimir Schtscherbatschow auf den Brücken der Literaten in St. Petersburg

Wladimir Wladimirowitsch Schtscherbatschow (russisch Владимир Владимирович Щербачёв; * 12. Januarjul. / 24. Januar 1889greg. in Warschau, Kongresspolen; † 5. März 1952 in Leningrad) war ein russischer Komponist.

## Leben und Wirken
Schtscherbatschow studierte bei Maximilian Steinberg und Anatoli Ljadow am Sankt Petersburger Konservatorium, wo er zwischen 1923 und 1931 sowie zwischen 1944 und 1948 als Lehrer wirkte. Aufgrund seines Eintretens für die neue westliche Musik musste er 1931 zeitweise seinen Posten räumen und unterrichtete in Tbilissi. Zurück in Leningrad, wurde er dort zu einer „Kultfigur unter den jungen Komponisten“. Er lehrte dann wieder am Konservatorium – bis er 1948 im Zuge der Kampagne gegen den Formalismus erneut gemaßregelt wurde.
Er komponierte eine Oper und eine Operette, fünf Sinfonien, ein Nonett für sieben Instrumente, Singstimme und Tänzer, zwei Suiten und zwei Sonaten für Klavier, Lieder und Filmmusiken. Zu seinen Schülern zählten Gawriil Popow und Boris Arapow.